# Aubercourt
Aubercourt – miejscowość i gmina we Francji, w regionie Hauts-de-France, w departamencie Somma.
Według danych na rok 1990 gminę zamieszkiwały 42 osoby, a gęstość zaludnienia wynosiła 11 osób/km² (wśród 2293 gmin Pikardii Aubercourt plasuje się na 955. miejscu pod względem liczby ludności, natomiast pod względem powierzchni na miejscu 984.).